# Kokan Pioneer I (schip, 1974)
De George R. Brown was een pijpenlegger en kraanponton dat in 1974 bij NKK werd gebouwd voor NKK-Brown & Root. Deze was uitgerust met een kraan van 570 shortton.
In 1990 nam OPI onder meer 23 schepen van Brown & Root over, waaronder het aandeel in de Kokan Pioneer I. OPI nam ook het aandeel van NKK over en verkreeg zo het gehele schip, dat vanaf dan DLB KP1 zou heten. In 1995 werd OPI overgenomen door McDermott dat daarmee ook de DLB KP1 in bezit kreeg.
In 2014 werd het schip overgenomen door Bumi Armada als Armada KP1.